# Bojnik (Serbia)
Bojnik (cyr. Бојник) – wieś w Serbii, w okręgu jablanickim, siedziba gminy Bojnik. W 2011 roku liczyła 3100 mieszkańców.